# Jake Richards (homme politique)
Jacob Ben Richards (né le 5 juillet 1989) est un homme politique britannique du Parti travailliste qui est député de Rother Valley depuis 2024,.

## Biographie
Jacob Ben Richards est né le 5 juillet 1989, fils du journaliste et présentateur Steve Richards. Il fait ses études à Highgate School, une école privée du nord de Londres, puis fréquente le Woodhouse College. Il étudie l'histoire au Somerville College d'Oxford. Après ses études de premier cycle, il suit le Bar Professional Training Course (BPTC) à la City University. Il travaille comme avocat chez Deka Chambers à Londres sa collègue Catherine Atkinson est également élue députée travailliste aux élections générales de 2024.